# Joseph Delfour
Pour les articles homonymes, voir Delfour.
Joseph Delfour, né le 16 septembre 1852 à Mercuès et mort le 26 octobre 1919 à Salgues (commune de Labastide-Marnhac), est un espérantiste français.

## Biographie
Docteur es-lettres, professeur à Pau (1889), il est nommé en 1900, proviseur honoraire du lycée de Poitiers. En 1903, censeur des études au lycée d'Amiens, il prend part à la traduction en espéranto du Hamlet de Shakespeare par Zamenhof et co-fonde avec Charles Tassencourt, le groupe espérantiste d'Amiens dont il propose à Jules Verne en 1904 la Présidence d'honneur. Jules Verne, dans le manuscrit de son roman inachevé sur l’espéranto Voyage d'études, nomme son personnage André Delfour avant de choisir Deltour. Il cite par ailleurs Joseph Delfour au chapitre III de la version publiée.
Principal du collège de Valence (1906), il finit sa vie à Salgues dans le Lot.

## Publications
- 1890 : Histoire du lycée de Pau
- 1901 : Les Jésuites à Poitiers (1604-1762) (Prix Montyon 1902)[4]
- 1901 : De Nicolai Josephi Selisii
- 1906 : Le Troisième centenaire du lycée de Poitiers
- 1917 : Le Collège de Poitiers après l'expulsion des Jésuites